# Ontmoetingseiland

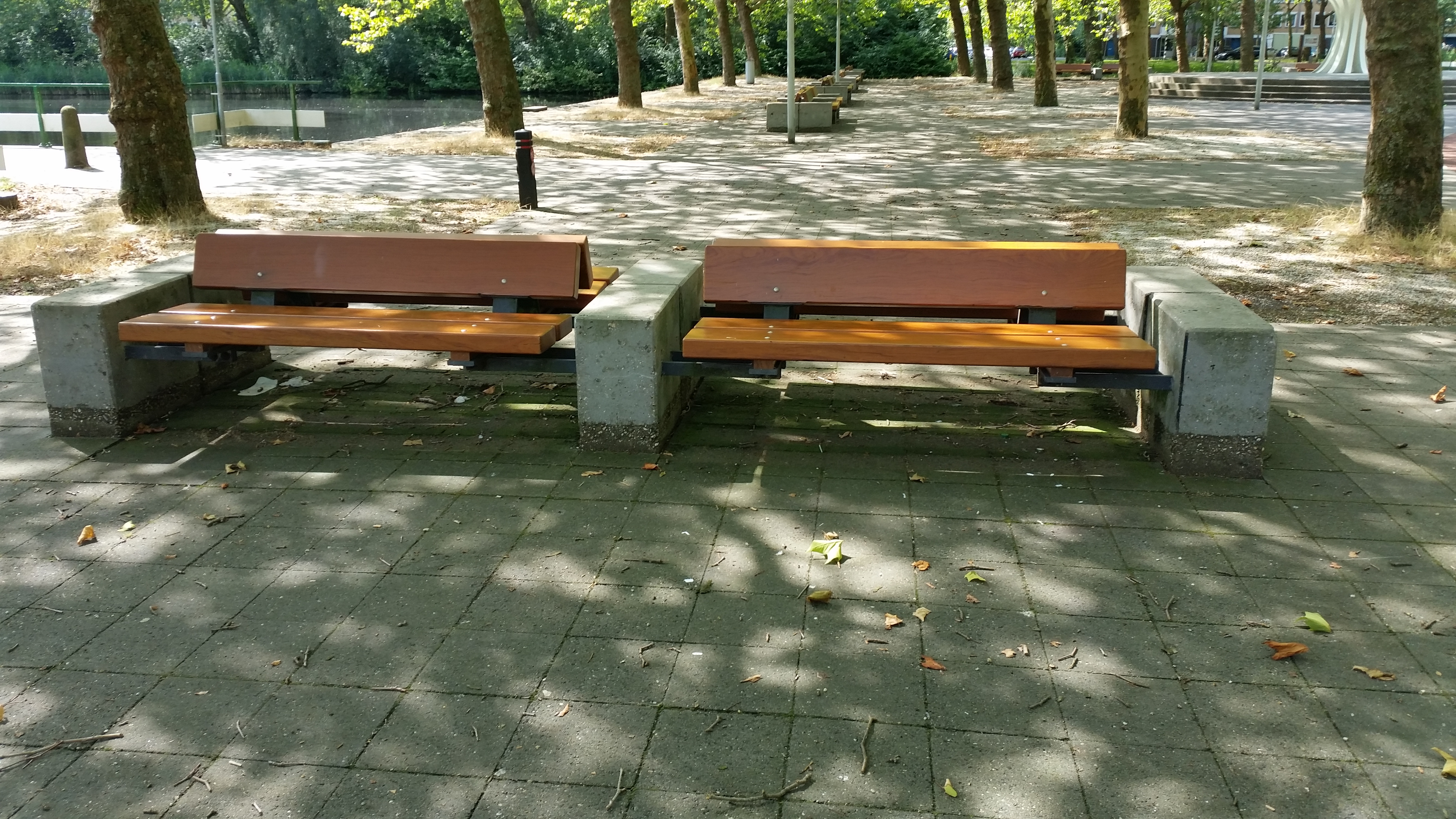
Bankjes van Van Eyck op verhoging (juli 2019)

Het Ontmoetingseiland is een deel van het Gijsbrecht van Aemstelpark in Buitenveldert, Amsterdam-Zuid.
Het puur vierkante eiland werd voorgeschreven door landschapsarchitect Wim Boer (W.C.J. Boer). Hij, voorstander van architectuurstroming nieuwe zakelijkheid, maakte een ontwerp met veel steen en in strak ontwerp, dat afweek van de toen gangbare inrichting van pleinen en parken in de Engelse stijl. Deze groenstrook in Zuid is functioneel ingericht. Zijn ontwerp deed er overigens tien jaar over om gerealiseerd te worden; tekort aan financiën, tot aan een bouwstop toe, leiden er toe dat het park pas in 1968 opgeleverd werd. Daarbij werd het ontwerp aangepast door de Dienst der Publieke Werken. Het Ontmoetingseiland is een van de drie rechthoekige blokken die in het park zijn terug te vinden; de andere twee heten Recreatie-eiland en het Bloemeneiland. Binnen de Dienst PW waren twee architecten verantwoordelijk voor de inrichting van het Ontmoetingseiland. Ten eerste was daar Dirk Sterenberg, normaliter als opvolger van Piet Kramer verantwoordelijk voor de bouw van bruggen; hij mocht zijn fantasie de vrije loop laten bij inrichting van de eilanden. Het Ontmoetingseiland werd zoals gebruikelijk in Nieuwe Zakelijkheid opgedeeld in vierkanten, die in de betegeling van het eiland was terug te vinden. Opmerkelijk daarbij was dat de looproute van oost naar west daarbij goed op elkaar aansloten, terwijl de looproute van noord naar zuid dat juist niet deed. Men moest als wandelend en fietsend het eiland schuin oversteken. De plaatsen waar de zitbankjes, ontworpen door Aldo van Eyck, de tweede architect, werden zo geplaatst dat ze in het vierkante model van en het eiland passen. In die strak vierkanten opzet liet Sterenberg twee ronde vormen zetten: een kiosk met een vloeiend dak en een rond verhoogd podium. Tevens werd toegevoegd een plek waar het 4-5 meicomité elk jaar haar herdenking kon houden.
In de loop der jaren werd het park steeds verder aangepast aan nieuwe wensen. De kiosk verdween al snel, ze brandde af. Er kwam een noord-zuidlopend fietspad over het eiland. De in het vierkant gelegde betegeling werd opgeofferd ten faveure van een diagonaal gelegd patroon. Er kwam voorts een meidoorn voor de herdenkingsdiensten. In 2003 was alleen de basisvorm nog aanwezig in het verwaarloosd park. Het park werd door Stadsdeel Zuideramstel onder de loep genomen in overleg met het wijkopbouwcentrum, winkelcentrum Gelderlandplein, Vrienden van het Aemstelpark, 4-en 5-mei comité en omwonenden. De conclusie uit de gesprekken was dat er eigenlijk teruggekeerd moest worden naar het originele ontwerp om het plein lichter en overzichtelijker te maken. Vervolgens werd men geconfronteerd met een fusie van stadsdelen (Oud-Zuid en Zuideramstel) en werd het park op de lijst gezet van mogelijk rijksmonument, hetgeen het in 2015 werd. Voorts was het fietspad onderdeel geworden van Hoofdnet Fiets. Alles leidde ertoe dat er een nieuw ontwerp gemaakt moest worden. Een heikelpunt daarbij werd de eerder geplante herdenkingsboom, die in al dat steen niet de juiste groeiomstandigheden had meegekregen. Verplaatsing was noodzakelijk, er werd overeengekomen de boom te verplanten naar het Bloemeneiland. Er kwamen voorts de volgende aanpassingen:
- Het vierkante patroon kwam terug in het gebruik van 30x30 cm grote tegels;
- het fietspad werd aangelegd als lint in de rode kleur, ook al terug te vinden in het origineel ontwerp;
- moderne lantaarns werden vervangen door de armaturen van Friso Kramer uit eindjaren vijftig;
- de bankjes van Van Eyck bleken niet makkelijk te zitten en kwamen alle op een verhoginkje te staan.
- het podium, dat afbrokkelde, werd hersteld; afbraak en vervanging bleek door het stevige fundament niet mogelijk.

In 2014 werden de laatste wensen vervuld. Angie Abbink mocht haar Levensboom (laten) plaatsen zodat het podium een overkapping kreeg; Mischa Rakier kon Herdenken en herinnering plaatsen op de fundamenten van de kiosk.
Het eiland is met de overige delen verbonden door middel van vier bruggen: de noordelijke brug 831, de oostelijke brug 824 (naar Bloemeneiland), de zuidelijke brug 825 en de westelijke brug 826, alle ontworpen door Sterenberg.